# Protapanteles incertus
Protapanteles incertus är en stekelart som först beskrevs av Johannes Friedrich Ruthe 1859.  Protapanteles incertus ingår i släktet Protapanteles och familjen bracksteklar. Arten är reproducerande i Sverige. Inga underarter finns listade i Catalogue of Life.